# NGC 3323
NGC 3323 (другие обозначения — UGC 5800, MCG 4-25-36, ZWG 124.49, IRAS10368+2535, PGC 31712) — галактика в созвездии Малый Лев.
Этот объект входит в число перечисленных в оригинальной редакции «Нового общего каталога».
В галактике вспыхнула сверхновая SN 2005kk типа II, её пиковая видимая звездная величина составила 17,7.
В галактике вспыхнула сверхновая SN 2004bs, её пиковая видимая звездная величина составила 17,0.